# Eve of Destruction (chanson)
Pour les articles homonymes, voir Eve of Destruction.

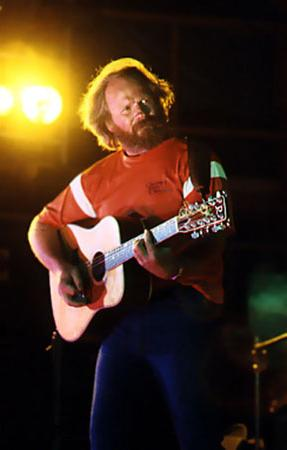
Barry McGuire au festival 3 day Music & Alternatives en Nouvelle Zélande, 1979

Eve of Destruction est une protest song écrite par P. F. Sloan en 1965. La version la plus connue de la chanson a été enregistrée la même année par Barry McGuire et s'est classée en tête des hits-parades américains. Ses paroles apocalyptiques témoignent des événements de l'époque, la guerre du Viêt Nam et la peur de l'holocauste nucléaire, ainsi que le mouvement des droits civiques aux États-Unis et les conflits qui gangrenaient déjà le Moyen-Orient.

## Reprises
- The Turtles en single (1970) – 100e au Billboard Hot 100
- The Dickies sur l'album The Incredible Shrinking Dickies (1979)

Eve of Destruction a également été adaptée en français pour Claude François sous le titre Ce Monde absurde (1965).